# Zudausques
Zudausques és un municipi francès situat al departament del Pas de Calais i a la regió dels Alts de França. L'any 2007 tenia 784 habitants.

## Demografia

### Població
El 2007 la població de fet de Zudausques era de 784 persones. Hi havia 260 famílies de les quals 31 eren unipersonals (19 homes vivint sols i 12 dones vivint soles), 70 parelles sense fills, 140 parelles amb fills i 19 famílies monoparentals amb fills.
La població ha evolucionat segons el següent gràfic:
Habitants censats

### Habitatges
El 2007 hi havia 275 habitatges, 261 eren l'habitatge principal de la família, 3 eren segones residències i 11 estaven desocupats. 270 eren cases i 3 eren apartaments. Dels 261 habitatges principals, 221 estaven ocupats pels seus propietaris, 37 estaven llogats i ocupats pels llogaters i 3 estaven cedits a títol gratuït; 5 tenien dues cambres, 12 en tenien tres, 37 en tenien quatre i 208 en tenien cinc o més. 235 habitatges disposaven pel capbaix d'una plaça de pàrquing. A 81 habitatges hi havia un automòbil i a 170 n'hi havia dos o més.

### Piràmide de població
La piràmide de població per edats i sexe el 2009 era:
| Homes | Edats   | Dones |
| ----- | ------- | ----- |
| 0     | 95 o +  | 4     |
| 0     | 90 a 94 | 8     |
| 4     | 85 a 89 | 0     |
| 0     | 80 a 84 | 12    |
| 0     | 75 a 79 | 4     |
| 8     | 70 a 74 | 8     |
| 16    | 65 a 69 | 8     |
| 12    | 60 a 64 | 16    |
| 20    | 55 a 59 | 16    |
| 16    | 50 a 54 | 16    |
| 16    | 45 a 49 | 16    |
| 12    | 40 a 44 | 24    |
| 28    | 35 a 39 | 24    |
| 40    | 30 a 34 | 36    |
| 16    | 25 a 29 | 16    |
| 8     | 20 a 24 | 12    |
| 28    | 15 a 19 | 16    |
| 28    | 10 a 14 | 20    |
| 16    | 5 a 9   | 32    |
| 24    | 0 a 4   | 24    |

## Economia
El 2007 la població en edat de treballar era de 520 persones, 383 eren actives i 137 eren inactives. De les 383 persones actives 360 estaven ocupades (193 homes i 167 dones) i 24 estaven aturades (8 homes i 16 dones). De les 137 persones inactives 43 estaven jubilades, 63 estaven estudiant i 31 estaven classificades com a «altres inactius».

### Ingressos
El 2009 a Zudausques hi havia 268 unitats fiscals que integraven 827,5 persones, la mediana anual d'ingressos fiscals per persona era de 19.759 €.

### Activitats econòmiques
Dels 18 establiments que hi havia el 2007, 3 eren d'empreses de construcció, 5 d'empreses de comerç i reparació d'automòbils, 2 d'empreses de transport, 1 d'una empresa d'hostatgeria i restauració, 1 d'una empresa immobiliària, 3 d'empreses de serveis i 3 d'empreses classificades com a «altres activitats de serveis».
Dels 5 establiments de servei als particulars que hi havia el 2009, 1 era un taller de reparació d'automòbils i de material agrícola, 2 paletes, 1 guixaire pintor i 1 perruqueria.
L'únic establiment comercial que hi havia el 2009 era una adrogueria.
L'any 2000 a Zudausques hi havia 11 explotacions agrícoles.

## Equipaments sanitaris i escolars
El 2009 hi havia una escola elemental.

## Poblacions més properes
El següent diagrama mostra les poblacions més properes.